# جوزيف ر. بورتون
جوزيف ر. بورتون (بالإنجليزية: Joseph R. Burton)‏ هو محامي وسياسي أمريكي، ولد في 16 نوفمبر 1852 في ميتشل في الولايات المتحدة، وتوفي في 27 فبراير 1923 في لوس أنجلوس في الولايات المتحدة. نشط حزبياً في الحزب الجمهوري. وقد انتخب عضو مجلس نواب كنساس وانتخب عضو مجلس الشيوخ الأمريكي.

## وصلات خارجية
- جوزيف ر. بورتون على موقع إن إن دي بي (الإنجليزية)